# Cornus glabrata
Cornus glabrata är en kornellväxtart som beskrevs av George Bentham. Cornus glabrata ingår i släktet korneller, och familjen kornellväxter. Inga underarter finns listade i Catalogue of Life.

## Bildgalleri

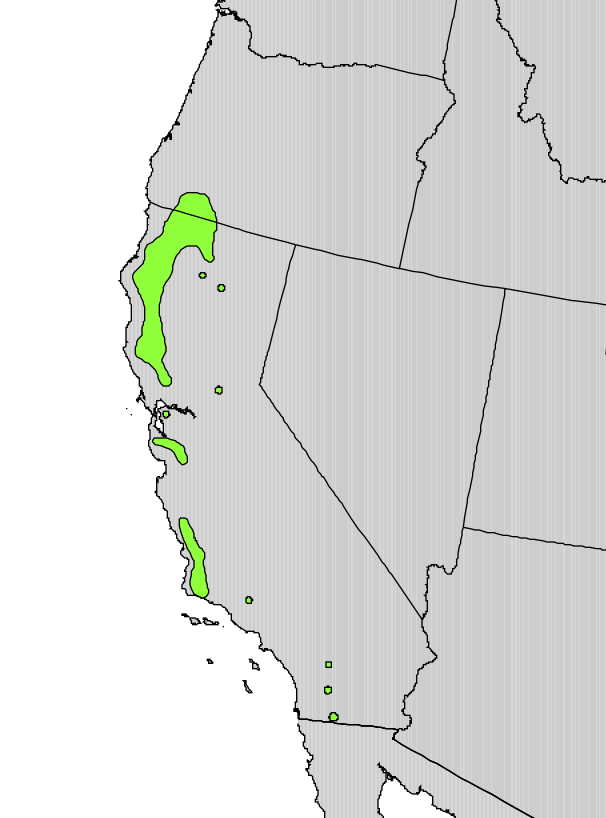